# Mika Vermeulen
Mika Vermeulen (* 26. Juni 1999) ist ein österreichischer Skilangläufer, der früher auch in der Nordischen Kombination aktiv war.

## Werdegang
Vermeulen begann seine internationale Sportlerkarriere als Nordischer Kombinierer, bevor er 2018 zum Skilanglauf wechselte. Darüber hinaus nahm er an Radsportwettbewerben teil. Seine Eltern Vincent (* 1969) und Dorien (* 1972) waren niederländische Skilangläufer, die nach Ramsau zogen, um den Wintersport besser ausüben zu können. Es war daher kaum verwunderlich, dass Mikas große Stärke als Kombinierer in der Loipe lag. Tatsächlich fing Mika bereits früh mit dem Langlaufen an, ehe er etwas später auch mit dem Skispringen begann. Seine ersten Langlauf-Trainer waren Reini Walcher und Dagmar Tritscher, während Percht Geri seine ersten Schritte im Springen begleitete. Aufgrund fehlender Skisprungtrainings musste er jedoch immer wieder mit dem Springen aussetzen. Erst als Absolvent an der Skihauptschule unter Trainer Volker Pichler konnte sich Vermeulen auf die Nordische Kombination fokussieren. Er gehörte der Abschlussklasse 2012/13 der Skimittelschule Schladming an. Gemeinsam mit seinem Bruder Moran (* 1997) wurde er hauptsächlich von seinem Vater trainiert. Moran ist inzwischen aktiver Radsportler und fuhr unter anderem für Tirol Cycling. Im August 2020 wanderte Vermeulen nach Norwegen aus, wo er in Lillehammer wohnt: „Ich kann dort mit den besten Athleten der Welt trainieren. Und mein großes Ziel verfolgen. Nämlich nicht nur der beste Langläufer in Österreich zu werden, sondern irgendwann in der Weltspitze zu laufen“, so Vermeulen.

### Nordische Kombination
Vermeulen, der für den WSV Ramsau am Dachstein in der Steiermark startet, gab sein internationales Debüt in der Nordischen Kombination Mitte Dezember 2013 beim Alpencup-Wettbewerb in Seefeld, erreichte allerdings nur die hinteren Ränge. Seinen ersten Erfolg im Jugendbereich feierte er wenige Monate später bei den Nordischen Skispielen der OPA im französischen Gérardmer, als er den Schülerwettkampf nach der Gundersen-Methode von der Mittelschanze und über vier Kilometer vor Aaron Kostner gewann. Nachdem er in den darauffolgenden Monaten regelmäßig im Alpencup gestartet war, wurde Vermeulen in das österreichische Aufgebot für das Europäische Olympische Winter-Jugendfestival 2015 in Tschagguns berufen. Zwar blieb er in den beiden Einzelbewerben als Elfter und Zwölfter den Medaillenrängen fern, doch erwies er sich in der Staffel als überaus wertvoll. So setzte sich Vermeulen als Schlussläufer in einem spannenden Finish gegen Willi Hengelhaupt aus Deutschland durch und holte somit gemeinsam mit Daniel Rieder, Philipp Kuttin und Samuel Mraz Gold für Österreich. Etwa ein Jahr später stand Vermeulen bei den Nordischen Skispielen der OPA 2016 erneut als Schlussläufer im Aufgebot der ÖSV-Staffel, für die er in einem packenden Sprint gegen Deutschland die Goldmedaille sichern konnte. Zwei Wochen später gewann Vermeulen seinen ersten Alpencup-Wettbewerb in Planica. Daraufhin debütierte er Anfang März in Chaux-Neuve im Continental Cup, wo er am zweiten Wettkampftag seine ersten elf Punkte sammeln konnte. Die Saison schloss er mit einem weiteren Alpencup-Sieg in Baiersbronn ab.
Im Sommer 2016 startete Vermeulen erstmals im Grand Prix, blieb aber erfolglos. Zu Beginn des Winters startete er daher wieder im Alpencup, in dem er in der Saison 2016/17 drei Siege feiern konnte und die Gesamtwertung auf dem fünften Rang abschloss. Als großer Hoffnungsträger des ÖSV wurde Vermeulen für die Nordischen Junioren-Skiweltmeisterschaften 2017 in Park City nominiert. Diesen Erwartungen konnte er bereits im Gundersen Einzel über zehn Kilometer mit Gewinn der Silbermedaille hinter Arttu Mäkiaho gerecht werden. Darüber hinaus wurde er gemeinsam mit Samuel Mraz, Marc-Luis Rainer und Florian Dagn als Schlussläufer Juniorenweltmeister mit der Staffel vor Frankreich und Tschechien. Im Sprint belegte er lediglich den 25. Platz. Anschließend durfte Vermeulen im heimischen Eisenerz wieder im Continental Cup starten und konnte dabei einen starken neunten Rang erzielen. In der Gesamtwertung des Continental Cups erreichte er damit den 59. Platz. Im September 2017 wurde bekannt, dass Vermeulen ein Förderstipendium von der Österreichischen Sporthilfe und UNIQA in Höhe von 3.000 Euro erhielt. Dieses verwendete er nach eigenen Angaben für sein Material, aber auch für die Finanzierung eines Trainingslagers.
In der Saison 2017/18 stellte sich Vermeulen erst im Jänner 2018 im Continental Cup in Klingenthal der internationalen Konkurrenz. Mit guten Laufleistungen lief er an beiden Wettkampftagen in die Punkteränge. Nach weiteren zwei Siegen im Alpencup in Schonach, reiste er ins Schweizer Kandersteg zu den Nordischen Junioren-Skiweltmeisterschaften 2018. Dort belegte er in den Einzelbewerben die Ränge 6 und 17. Gemeinsam mit Johannes Lamparter, Florian Dagn und Dominik Terzer verteidigte er den Team-Juniorenweltmeistertitel. Eine Woche später erzielte Vermeulen seine besten Ergebnisse bei den Kombinierern. So rangierte der Steierer beim Continental-Cup-Wettbewerb in Eisenerz nach dem Springen zwar nur auf dem 30. Platz, konnte allerdings den Rückstand von über zwei Minuten auf den Führenden aufholen und einen sensationellen Sieg vor Mikko Kokslien und Espen Bjørnstad einfahren. „Eine Wahnsinnsleistung von meinem Bua“, fasste sein Vater die Leistung Vermeulens zusammen. Auch am zweiten Wettkampftag ging Vermeulen mit einem großen Rückstand auf die Loipe, schaffte aber dennoch mit dem dritten Rang erneut eine Podestplatzierung. Dieses Wochenende offenbarte einmal mehr sein Skating-Talent sowie seine Schwächen im Sprunglauf. Es waren seine letzten Wettkämpfe als Nordischer Kombinierer.

### Skilanglauf

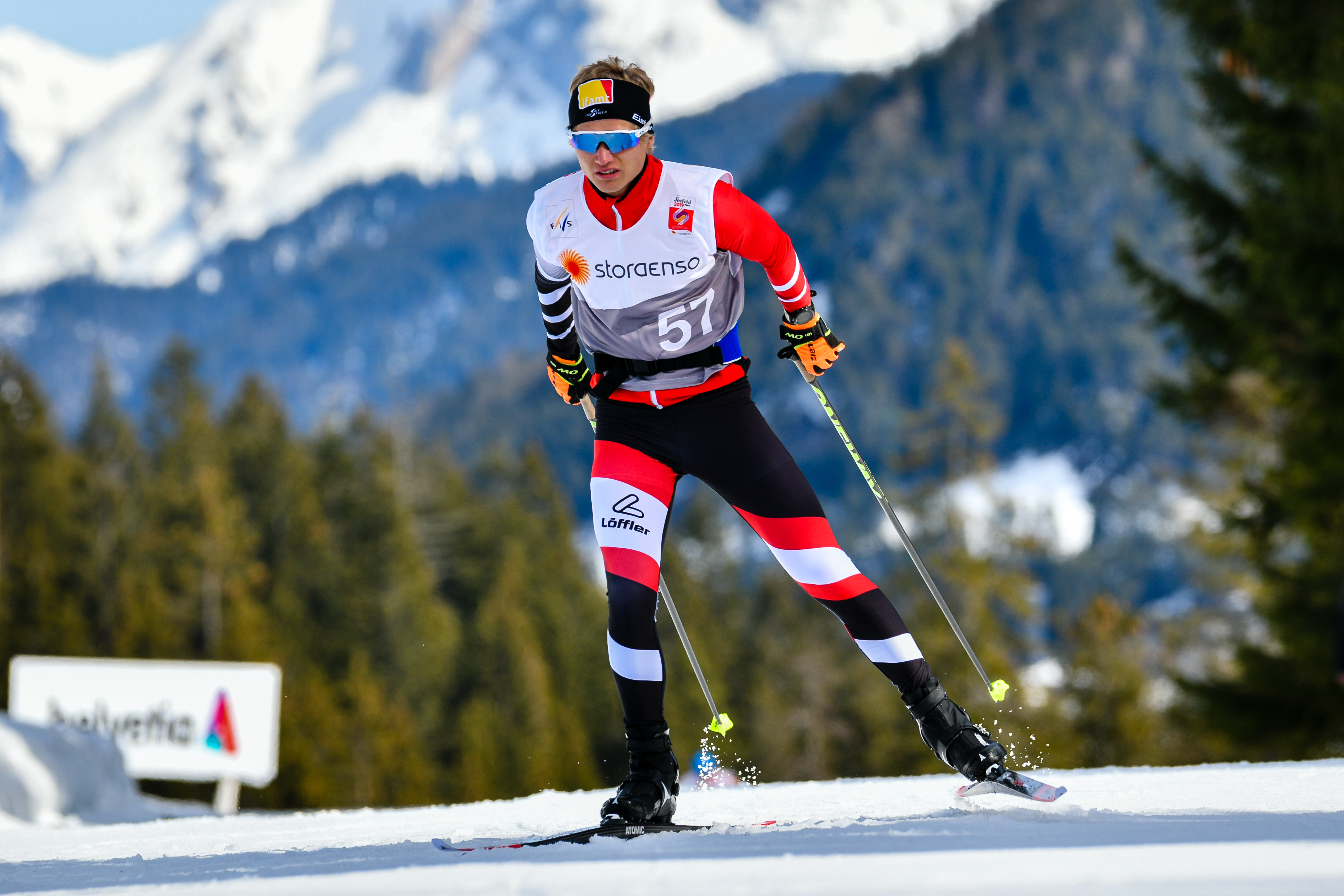
Vermeulen bei der WM 2019 in Seefeld

„Meine Liebe gilt dem Langlauf, und hier möchte ich mich in den nächsten Jahren sehr stark entwickeln.“ So begründete Vermeulen seinen Wechsel zum Skilanglauf zur Saison 2018/19. Bereits in den Jahren zuvor hatte er immer wieder bei internationalen Juniorenrennen teilgenommen und war auch bei österreichischen Jugendmeisterschaften erfolgreich gewesen.
Nachdem er bereits im November 2018 ein Juniorenrennen über 10 Kilometer klassisch in Formazza gewonnen hatte, gelang Vermeulen Ende Dezember in Villach sein zweiter Sieg bei einem FIS-Langlauf-Bewerb nach seinem Umstieg zu den Skilangläufern. Der Österreicher gewann dabei das im Austria-Cup integrierte Rennen gegen eine gute internationale Konkurrenz vor Philipp Leodolter und Imanol Rojo. Von herausragender Bedeutung für die Beurteilung seiner ersten Langlauf-Saison galten die Nordischen Junioren-Skiweltmeisterschaften 2019 in Lahti, bei denen sich der Steirer in den Top Ten der Juniorenweltspitze etablieren konnte. So beendete Vermeulen das 10-Kilometer-Rennen in der freien Technik in einem Feld von über 100 Athleten auf dem achten Platz. Allerdings musste er im Massenstart über 30 Kilometer klassisch einen Rückschlag hinnehmen. Obwohl er sich höhere Chancen ausrechnete, reichte es letztlich nur zum 43. Platz. Der Höhepunkt seiner ersten Saison als Langläufer stellte allerdings seine Teilnahme an den Nordischen Skiweltmeisterschaften 2019 im heimischen Seefeld wenige Wochen später dar. Dort ging er im Massenstart über 50 Kilometer in der freien Technik an den Start und konnte dabei bei einem Teilnehmerfeld von 65 Athleten Rang 56 mit mehr als fünfzehn Minuten Rückstand belegen. In der U20-Alpencup-Gesamtwertung erreichte Vermeulen den zwölften Platz. Zum Ausklang der Skisaison 2019 wurde Vermeulen erstmals Vereinsmeister beim WSV Ramsau, womit er sich nach seiner Mutter Dorien (1995) und seinem Bruder Moran (2016) als Dritter der Familie in die Siegerliste eintragen konnte.
Zu Beginn des Winters 2019/20 ging Vermeulen beim Prolog in Livigno erstmals bei einem Rennen im Rahmen der Ski Classics an den Start, belegte dabei mit dem 64. Rang über 35 Kilometer klassisch aber nur einen hinteren Rang. Am 20. Dezember 2019 debütierte Vermeulen in St. Ulrich am Pillersee im zweitklassigen OPA-Alpencup der Herren, wurde allerdings über 15 km klassisch disqualifiziert. Einen Tag später gewann er im 10 Kilometer Freistil als Fünfzehnter seine ersten Punkte. Bei den österreichischen Meisterschaften im Februar 2020 widersetzte sich Vermeulen den schwierigen Bedingungen auf einer reinen Kunstschneeloipe am besten und gewann seinen ersten Meistertitel über 15 km klassisch. Tags darauf gewann er auch die 10-km-Verfolgung im Freistil. Bei den U23-Langlauf-Weltmeisterschaften in Oberwiesenthal im März 2020 belegte Vermeulen den 21. Platz über 15 km klassisch. Im Massenstart über 30 km Freistil reichte es hingegen zu Rang 19.
Nachdem er Ende November 2020 bei den Testrennen in Beitostølen als Gastläufer in die Saison 2020/21 gestartet war, nahm er am ersten Dezemberwochenende am Auftakt des Alpencups in Ulrichen teil. Dabei stand zunächst ein Sprint in der freien Technik an, bei dem er als zweitbester Österreicher den 21. Platz belegte. Tags drauf lief er bei einem Starterfeld von 111 Läufern über 15 km Freistil hinter den Russen Artjom Malzew und Denis Spizow zum ersten Mal aufs Podest. Dieses Resultat wurde von einigen Medien als Überraschung eingestuft. Eine Woche später wurde Vermeulen erstmals ins österreichische Weltcup-Team für die Wettkämpfe im schweizerischen Davos berufen. Am ersten Wettkampftag belegte er im Sprint in der freien Technik den 51. Platz, ehe er tags darauf über 15 km Freistil seine ersten Weltcuppunkte gewann.
Am 26. November 2023 belegte Vermeulen im Massenstart von Ruka seine erste Top-10-Platzierung im Weltcup. Er verpasst dabei das Podest nur um 1,5 Sekunden, auf den Sieg fehlten ihm nur 3,6 Sekunden.
Am 9. Februar 2024 belegte er in Canmore über 15 km Freistil den dritten Platz. Damit erreichte er seine erste Podestplatzierung im Langlauf-Weltcup und die erste für einen Österreicher seit 2009.
Bei der Tour de Ski 2024/25 erreichte Vermeulen als erster Österreicher eine Podestplatzierung in der Gesamtwertung. Er belegte hinter Johannes Høsflot Klæbo den zweiten Platz. Zudem belegte er Rang 3 in der Bergwertung hinter Hugo Lapalus und Simen Hegstad Krüger.

### Radsport
Neben dem nordischen Skisport trat Vermeulen auch als Radsportler bei internationalen Rennen an. Seine allererste Radrennsaison absolvierte er für das Grazer Pushbikers WSA Radteam in der Saison 2018. Vermeulen verfolgte dabei das Ziel, seine Grundlagen-Ausdauer zu verbessern. Beim rumänischen Straßenradrennen Tour of Bihor - Bellotto belegte er 2018 den 52. Platz in der Gesamtwertung sowie Rang 20 unter den Junioren.

## Erfolge

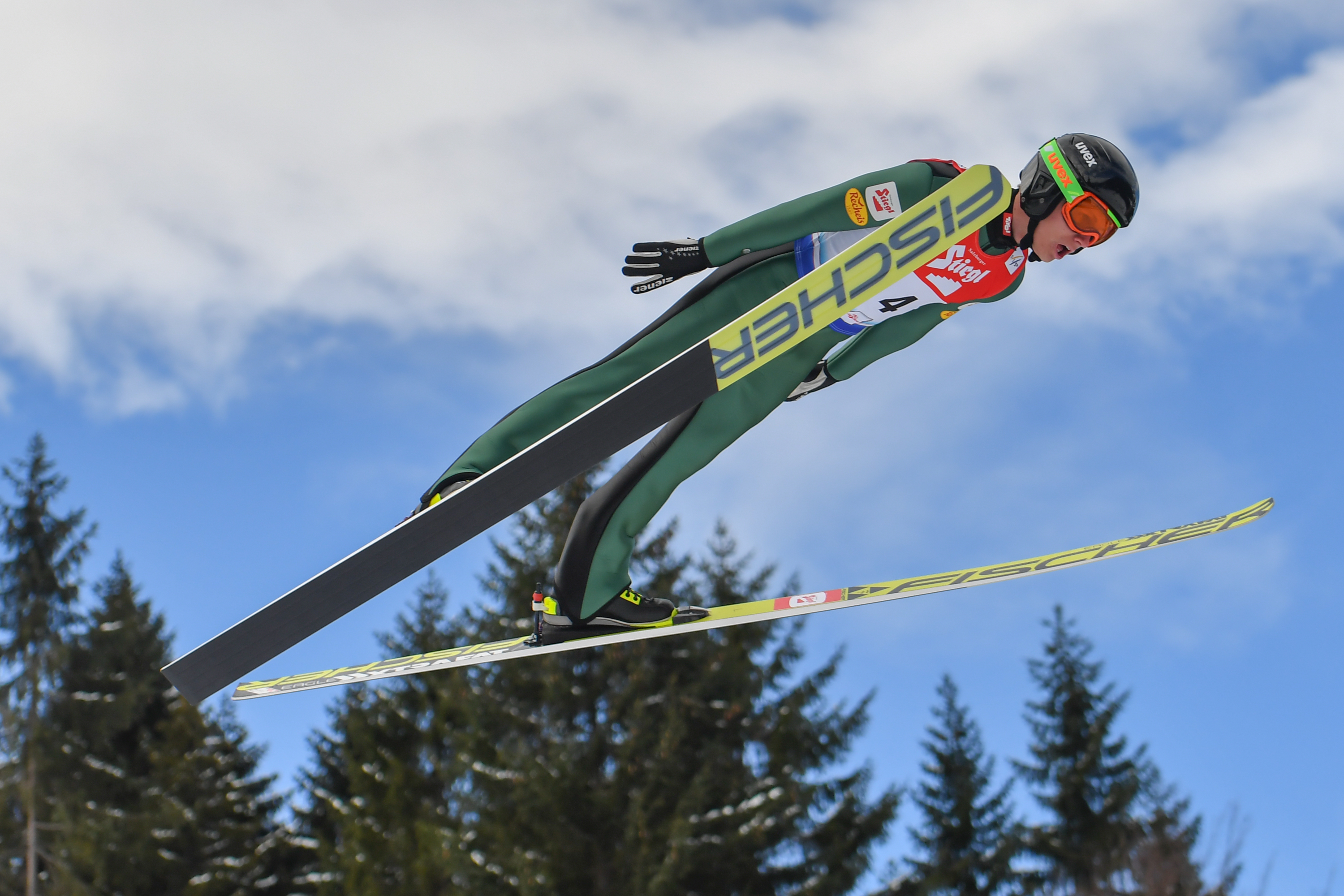
Vermeulen beim COC in Eisenerz 2017

### Skilanglauf

#### Medaillen
Österreichische Meisterschaften
- 2015 in Hochfilzen: Silber über 10 km Freistil (Massenstart) bei den Jugendmeisterschaften
- 2016 in Seefeld: Gold über 15 km Freistil (Massenstart) sowie Gold mit der 3 × 5-km-Staffel bei den Jugendmeisterschaften
- 2019 in Hochfilzen: Gold über 30 km Freistil (Massenstart) bei den Jugendmeisterschaften
- 2020 in Sankt Jakob im Rosental: Gold über 15 km klassisch sowie Gold in der 10 km Verfolgung

### Nordische Kombination

#### Medaillen
Junioren-Weltmeisterschaften
- 2017 in Park City: Gold mit dem Team, Silber im Gundersen Einzel
- 2018 in Kandersteg: Gold mit dem Team

Europäisches Olympisches Winter-Jugendfestival
- 2015 in Tschagguns: Gold mit dem Team

Nordische Skispiele der OPA
- 2014 in Gérardmer: Gold bei den Schülern
- 2016 in Tarvis / Villach: Gold mit dem Team

Österreichische Meisterschaften
- 2013 in Saalfelden: Bronze bei den Schülermeisterschaften
- 2014 in Eisenerz: Gold bei den Schülermeisterschaften
- 2015 in Ramsau: Bronze bei den Jugendmeisterschaften
- 2016 in Villach: Silber bei den Jugendmeisterschaften

#### Continental-Cup-Siege im Einzel
| Nr. | Datum           | Ort      | Disziplin               |
| --- | --------------- | -------- | ----------------------- |
| 01. | 9. Februar 2018 | Eisenerz | Gundersen Normalschanze |

## Statistik

### Skilanglauf

#### Weltcup-Platzierungen
| Saison  | Gesamt | Gesamt | Distanz | Distanz | Sprint | Sprint |
| Saison  | Platz  | Punkte | Platz   | Punkte  | Platz  | Punkte |
| ------- | ------ | ------ | ------- | ------- | ------ | ------ |
| 2020/21 | 84.    | 031    | 65.     | 015     | 80.    | 006    |
| 2021/22 | 113.   | 016    | 65.     | 016     | -      | -      |
| 2022/23 | 88.    | 177    | 51.     | 160     | 97.    | 017    |
| 2023/24 | 7.     | 1286   | 5.      | 1029    | 59.    | 068    |
| 2024/25 | 11.    | 1082   | 9.      | 789     | 110.   | 008    |

#### Continental-Cup-Platzierungen
| Saison  | Platz | Punkte |
| ------- | ----- | ------ |
| 2019/20 | 75.   | 016    |
| 2020/21 | 18.   | 116    |

### Nordische Kombination

#### Continental-Cup-Platzierungen
| Saison  | Platz | Punkte |
| ------- | ----- | ------ |
| 2015/16 | 83.   | 011    |
| 2016/17 | 59.   | 045    |
| 2017/18 | 23.   | 189    |